# Fornicación
La fornicación (del latín: fornicāri, que significa «tener relaciones sexuales con una prostituta», que deriva de: fornix, zona abovedada —donde habitualmente se apostaban las prostitutas romanas—, burdel) es un término usado en referencia a la relación sexual fuera del ámbito matrimonial, es decir, aquella relación sexual que se dé entre dos personas que no están unidas por este vínculo conyugal. Cuando uno o ambos miembros de la pareja está casado con otra persona, se le llama adulterio. Dentro del aspecto bíblico; significa tener relaciones sexuales fuera del matrimonio con cualquier persona. 
En ciertos ámbitos, y por su sentido originario —lo que se hace bajo el fornix—, se conoce como fornicación a la relación sexual a cambio de dinero. A los que actúan de este modo, se los ha denominado como «fornicarios».

## Aspectos religiosos
La fornicación es un concepto esencial y relevante en el contexto de la condena religiosa de toda relación sexual que no suceda dentro del matrimonio convenientemente sacramentado. No está limitada únicamente a la penetración, sino que también incluye el sexo anal y otras formas que el hombre o la mujer emprendan para la satisfacción de sus deseos sexuales, el comercio u otro fin distinto del considerado legítimo en el marco de esa clase de norma moral.
Se podría hacer la siguiente distinción:
- Una persona casada que tiene relaciones fuera del matrimonio, fornica y adultera.
- Una persona soltera que tiene relaciones con otra, fornica, pero no adultera.

### En el judaísmo
El judaísmo tradicional prohíbe las relaciones sexuales fuera del matrimonio, y se contemplan como graves pecados el adulterio, el incesto y la homosexualidad. El judaísmo reformista y el judaísmo reconstruccionista no observan ni requieren el cumplimiento de las tradicionales reglas en materia sexual y han aceptado las parejas no casadas y las homosexuales.

### En el cristianismo
En el cristianismo, a pesar de las amplias variaciones entre diferentes confesiones cristianas, que suelen incluir específicamente diferentes puntos de vista sobre la sexualidad, es posible trazar un cuadro general de la visión del sexo en la doctrina bíblica.
Las bases de muchos puntos de vista cristianos provienen de la idea de que la sexualidad humana fue creada por Dios con el propósito de la procreación y la intimidad que proporciona a una pareja sexualmente activa una relación íntima, emocional y espiritual, a través de la íntima relación física. De ese modo, el sexo debe restringirse a una relación de por vida entre un hombre y una mujer. El matrimonio es un compromiso a una relación íntima y permanente como base sobre la que construir una familia estable. Dado el énfasis en la función procreativa del sexo, las relaciones sexuales deben estar abiertas a la vida, pero no tienen por qué estar orientadas específicamente a la procreación. Es por eso que se aconsejan los métodos de autoconocimiento de la fertilidad. De hecho, se alienta a los esposos a reforzar su vínculo conyugal mediante el acto sexual en las etapas fértiles y no fértiles de la mujer.

#### Iglesia católica e Iglesia ortodoxa
La Iglesia católica afirma la santidad de toda vida humana, desde la concepción hasta la muerte natural. Sostiene que cada persona está creada «a imagen y semejanza» de Dios, y que la vida humana no debería ser preterida por otros valores (económicos, sexuales, preferencias personales, conveniencias o ingeniería social). Por tanto, la Iglesia católica enseña que la sexualidad fuera del matrimonio es un pecado mortal, porque viola el propósito de la sexualidad humana al participar en el «acto conyugal» antes de estar casado. El acto conyugal «anima a una unidad personal más profunda, una unidad que, más allá de la unión en una carne, conduce a formar un corazón y un alma» (Catecismo de 1643), ya que el lazo matrimonial es un signo del amor entre Dios y la humanidad (Catecismo de 1617).
El Catecismo de la Iglesia católica indica que las relaciones sexuales en el matrimonio son «una manera de imitar en la carne la generosidad y fecundidad del Creador» y enumera como una de las «ofensas contra la castidad» la fornicación, a la que califica «contraria a la dignidad de las personas y de la sexualidad humana, naturalmente ordenada al bien de los cónyuges y la generación y educación de los niños»; de esta manera, considera que «el uso de la facultad sexual, por la razón que sea, fuera del matrimonio es esencialmente contrario a su propósito».

Corintios 6:18 Huid la fornicación. Cualquier otro pecado que el hombre hiciere, fuera del cuerpo es; mas el que fornica, contra su propio cuerpo peca.

Tesalonicenses 4:3 Porque la voluntad de Dios es vuestra santificación: que os apartéis de fornicación; 

Diccionario adventista: Fornicación
(heb. 5enûnîm, 5enût [del verbo zânâh]; gr. pornéia [tal vez derivado del verbo clásico pérn'mi, "vender"] ).
Los términos originales indican toda clase de relaciones sexuales ilegales. La prohibición del 7.º mandamiento (Ex. 20:14) incluye la fornicación, que era parte de los ritos religiosos de los cultos cananeos y en los que a veces los israelitas se mezclaban (2 Cr. 21:11). Jesús afirmó que un hombre no podía divorciarse de su mujer «a no ser por causa de fornicación» (Mt. 5:32). El elemento gentil en la iglesia cristiana primitiva fue amonestado contra esta forma de impureza (Hch. 15:20, 29), y Pablo tuvo que escribir claramente a la iglesia de Corinto por causa de la fornicación que había entre ellos; tal que ni siquiera se practicaba entre los notoriamente licenciosos paganos de la región (1 Co. 5:1). Advirtió a los miembros de la iglesia que no debían mantener contactos con un fornicario aunque pretendiera ser creyente (1 Co. 6:9, 11). Además, señaló que los tales no tienen parte en el reino de Cristo (v 9). El libro del Apocalipsis usa el término en sentido figurado para indicar apostasía espiritual (Ap. 17:2; 19:2). 

Santo Tomás de Aquino enseñaba que «Se dice que el fornicador peca contra su propio cuerpo, no simplemente por el placer de la fornicación se consuma en la carne, lo que también es el caso de la gula, sino también porque actúa contra el bien de su propio cuerpo por una excesiva resolución y deshonra, y una excesiva asociación con otro. Ni sigue de ello que la fornicación sea el pecado más grave, ya que en el hombre la razón es de mayor valor que el cuerpo, por lo que en caso de ser un pecado más opuesto a la razón, será más grave».

Catecismo de la Iglesia Católica, 2353: La fornicación es la unión carnal entre un hombre y una mujer fuera del matrimonio. Es gravemente contraria a la dignidad de las personas y de la sexualidad humana, naturalmente ordenada al bien de los esposos, así como a la generación y educación de los hijos. Además, es un escándalo grave cuando hay de por medio corrupción de menores.
Teología y secularización en España. A los 40 años del Concilio Vaticano II. Punto 63

#### Iglesias protestantes
En muchas iglesias luteranas, reformadas y «unidas» de la EKD en Alemania y Países Bajos o Suiza, así como en la iglesia luterana de Suecia, las iglesias episcopalianas (confesión anglicana) de Canadá y los Estados Unidos, las iglesias más liberales, como los unitarios o los cuáqueros, se ha venido introduciendo un punto de vista diferente sobre la homosexualidad, y las parejas homosexuales son bendecidas en sus iglesias.

#### Iglesias evangélicas
Para los cristianos evangélicos, la virginidad antes del matrimonio es muy importante. True Love Waits fue fundada en 1993 por la Junta de Escuela Dominical de la Convención Bautista del Sur. El objetivo es educar a los jóvenes cristianos sobre los beneficios de la abstinencia sexual antes del matrimonio con los  pactos de pureza. El programa que consiste principalmente en la firma de tarjetas de compromiso,  anillos de pureza y libros, ha sido adoptado por varias denominaciones y organizaciones evangélicas como Cru y Juventud para Cristo.

#### Testigos de Jehová
En el caso de los Testigos de Jehová, aunque llegar virgen al matrimonio no es un requisito sine qua non (ya que puede ser que una persona haya tenido relaciones sexuales antes de ser miembro de esta organización, y luego dentro de ella poder casarse sin ningún impedimento), una vez perteneciendo a ella, tener relaciones sexuales aun siendo novios sin estar casado es considerado un pecado de extrema gravedad. Por lo que procuran cuidarse y guardarse de situaciones que los pudieran llevar a ello.

### En el islam
El islam considera que el estado natural del ser humano es el matrimonio.

4:24 [...] Os están permitidas todas las otras mujeres, con tal que las busquéis [...] con intención de casaros, no por fornicar. [...]
El Corán

En particular, el adulterio acarrea un severo castigo. Las relaciones prematrimoniales también son consideradas pecado, aunque menos grave. Todas las leyes de la sharia que regulan la conducta sexual se aplican igualmente a varones y mujeres. El matrimonio temporal (mut'a, concebido para un periodo de tiempo preestablecido) no está permitido por la mayoría de los expertos suníes, pero sí por los shiíes, siendo su validez una materia que continúa debatiéndose.
La homosexualidad está prohibida en el islam. Los actos de sodomía son explícitamente de acuerdo con las suras del Corán 7:80-84, 11:77–83, 21:74, 22:43, 26:165–175, 27:56–59, y 29:27–33 y castigados con la muerte de acuerdo con el siguiente hadiz: «A quien encontréis haciendo los actos del pueblo de Lot, matad al penetrador y al receptor», las escuelas Maliki y hanafi concuerdan en que debe ser ejecutado mediante lapidación, mientras que hanbali dice que debe ser ejecutado mediante decapitación.

### En el hinduismo
Al contrario que otras religiones, en el hinduismo la visión de la moral sexual difiere ampliamente dependiendo de la secta en concreto. Los propios textos sagrados hindúes son muy vagos sobre el asunto. En la doctrina religiosa, la prohibición contra el sexo fuera del matrimonio está muy relacionada con los estadios hindúes de vida prescritos, que hay que seguir si se quiere alcanzar el moksha (concepto similar al nirvana budista, o ‘liberación del alma’).

### En el budismo
El budismo observa dos enfoques para la ética moral y sexual dependiendo de si se dirige a laicos o a monjes. Los laicos deben observar una guía de cinco preceptos éticos, entre los cuales se incluye evitar una conducta sexual incorrecta. Esta prohibición se refiere a adulterio, pedofilia, violación y otras parafilias y conductas sexuales que conlleven el sufrimiento para otras personas o uno mismo.

## Aspectos legales
Las leyes sobre la fornicación han estado históricamente vinculadas a la religión y tradiciones jurídicas y políticas de cada jurisdicción. En los países del derecho anglosajón —common law— (como Inglaterra, EE. UU., Canadá, Australia, etc.), los tribunales nunca han sancionado los temas o desviaciones morales de ámbito puramente privado —por ejemplo la fornicación o el incesto—, aunque la sodomía haya sido la excepción de esta afirmación. En los países donde se aplica el derecho continental, las restricciones son aún menores o inexistentes respecto a este punto.
En los países orientales, de tradición islámica —donde se aplica el Derecho islámico (o Sharia)—, y debido a que en el Islam no se admite que pueda haber independencia entre la ley y la ética, sí que se legisla y sanciona —mediante la zina— de una u otra forma, la fornicación. Entre los países de mayoría musulmana, también existen excepciones, en las que no existen leyes contra esta práctica, como Azerbaiyán o Turquía.

### Ilegalidad de la fornicación
En algunos países, la fornicación es ilegal y está considerada como una acción criminal; en otros está castigada con la pena de muerte. La mayoría de estos países tiene identificación con el islam.
Lista de países en los que la fornicación es ilegal:
- Afganistán
- Arabia Saudita
- Emiratos Árabes Unidos
- Irán
- Nigeria
- Pakistán
- Palestina (solo en la Franja de Gaza)
- Catar
- Siria (en las zonas controladas por el ISIS)
- Somalia
- Yemen

### Situación legal en los Estados Unidos
Las relaciones sexuales prematrimoniales se consideraban como un asunto moral privado y propio de cada individuo, y como tal nunca fueron consideradas delitos por el derecho anglosajón. Esta postura legal fue heredada en los Estados Unidos. Más tarde, 14 jurisdicciones en el sur y el este de Estados Unidos, y los estados de Wisconsin y Utah aprobaron estatutos que prohibían las relaciones sexuales mediante penetración vaginal entre dos personas no casadas. Aun así, la mayoría de estas leyes fueron derogadas, o no encontraron respaldo y fueron fuertemente contradichas por los tribunales en varios estados.
En cambio, las relaciones sexuales entre personas del mismo sexo sí han sido prohibidas en virtud de la legislación penal que define la sodomía como un delito. Es por este motivo, que algunos Estados aplican las leyes que prohíben la sodomía., a pesar de que la Corte Suprema de los Estados Unidos ya ha expresado que las leyes relacionadas con la sodomía son inconstitucionales.
En los últimos años, las relaciones sexuales prematrimoniales se han convertido en un tema que ha dividido a los políticos en Los Estados Unidos. El debate acerca de la educación sexual por la abstinencia ha traído la cuestión de las relaciones sexuales prematrimoniales a la vanguardia de lo que los políticos conservadores llaman la «culture wars».